# نافورة العنتبلي
نافورة العنتبلي أو نافورة العنتابلي أو النافورة العثمانية أو نافورة أياس أو نافورة سوق أيّاس، هي نافورة عثمانية صغيرة وقديمة توجد في مركز مدينة بيروت بسوق أياس.
أصبحت النافورة التي كانت في الأصل عثمانية، مرتبطة بالحلويات والمشروبات التي أعدتها عائلة العنتبلي في محيطها، حتى تسمت بنافورة العنتبلي، وقد كانت وجهة شهيرة في منطقة سوق أياس حتى عام 1975.
بدأ أحمد محمد عنتابلي عمله في عام 1933. وكان يبلغ من العمر 12 عامًا عندما بدأ بيع الحلويات والمشروبات بجانب النافورة العثمانية.

## الوصف
تتوسط النافورة محلات تجارية ومحلات تقدم المشروبات والحلويات في تناسق مع ألوان المكان, ذات لون رخامي نحاسي تضفي نوعا من الجمال ببساطة وتناسق مع جدران البنايات المحيطة بها، مما يزيد على حركية الموقع نوعا من الحيوية والنشاط في سوق أياس وسط بيروت.

## موقعها في المدينة والحياة الشعبية
جاءت النافورة في موقع يتخذه المتسوقون والمارة البيروتيون موقفا للاستراحة بأسلوب سكان بيروت، تتوسط النافورة شارع أياس كالصحن النحاسي أو كصحن طائر، وتتحلق حولها مقاهٍ صغيرة ومحلات الحلويات والمشروبات، حيث يمكن للمتسوقين والمارة أخذ قسط من الراحة وتذوق الحلويات اللبنانية والمشروبات الشامية المنعشة التقليدية.
تم إدخال بعض التغييرات عليها من طرف التجار المحليين في القرن الماضي لتصبح بركة دائرية يلتفّ الزبائن حوللها من عمّال وموظفين طيلة ساعات النهار. ليرتشفوا كوب عصير مثلّجًا أيام الصيف أو يتناولون صحنًا من الحلويات الشامية، وهكذا صارت على مرّ الزمن تشكّل محطة شعبية دائمة للسياح الأجانب أو لزوار العاصمة اللبنانية وسوق أياس